# Битка за Волноваха
Битката за Волноваха започва на 25 февруари 2022 г., по време на руското нападение над Украйна през 2022 г. Битката е оглавена от силите на ДНР и води до сериозно разрушаване на града и тежки жертви от двете страни.

## Хронология на събитията
По време на първите дни на руската инвазия в Украйна през 2022 г., руските сили участват в безразборни бомбардировки на Волноваха и Щастя, обстрелвайки цивилни райони. Бомбардировките в градовете нарушават международното право и отразяват тактиката, която Русия преди това използва срещу цивилни цели в Сирия. Съобщава се, че Волноваха е на ръба на хуманитарна криза на 28 февруари и почти разрушен до 1 март, като около 90% от сградите му са поразени или разрушени. Оцелелите жители са отрязани от храна, вода и електричество.
На 4 март руски Су-25 е свален над Волноваха. По-късно, руски хеликоптер Ми-8 е свален, когато се приближава до останките на Су-25.
 На 5 март властите на ДНР обявяват смъртта на полковник Владимир "Воха" Жога, близък довереник на Арсен Павлов и командир на батальон "Спарта" от 2016 г., който е убит по време на боевете във Волноваха. Лидерът на ДНР Денис Пушилин посмъртно го удостоява със званието Герой на ДНР. Владимир Путин посмъртно го удостоява със званието Герой на Руската федерация. Артьом Жога, бащата на Владимир, началник на щаба и боец от 2014 г., го наследява като командир на батальон Спарта. Проруският военен кореспондент War Gonzo, публикува няколко видеоклипа от Волноваха с войниците от батальона Спарта, показващи унищожаването на украински танк, бронирани превозни средства и тела на мъртви украински войници на улицата.
Волноваха е включен с близкия град Мариупол като част от договорения между Украйна и Русия хуманитарен коридор, който впоследствие е провален от Русия. До 1 март около 500 цивилни са евакуирани от украинските власти.
На 7 март украинските и руските сили се съгласяват да създадат демилитаризиран хуманитарен коридор през Волноваха и близкия град Мариупол, който е под обсада от 24 февруари, за да евакуират цивилни от двата града; твърди се обаче, че руските сили са нарушили зоната за демилитаризация.
На 11 март руското министерство на отбраната заявява, че силите на ДНР са превзели Волноваха. Видеоклипове, публикувани по-късно в социалните мрежи, показват руски войници и превозни средства, разположени в града, както и изоставени украински танкове.
На 12 март Павло Кириленко, губернаторът на Донецка област, заявява, че руските сили са унищожили напълно Волноваха и че градът „фактически е престанал да съществува“, но боевете продължават. Асошиейтед прес потвърждава, че градът е бил превзет от проруски сепаратисти и голяма част от него е била унищожена в сраженията. По-късно украинските власти съобщават, че капитан Павло Сбитов, командир на украинския 503-и военноморски пехотен батальон, е бил убит в битка.